# Dr. Jekyll y Mr. Hyde (película de 1941)
Dr. Jekyll y Mr. Hyde (en España: El extraño caso del doctor Jekyll, en Latinoamérica: El hombre y la bestia) es una película estadounidense de terror de 1941, protagonizada por Spencer Tracy, Ingrid Bergman, y Lana Turner. La producción también cuenta con Donald Crisp, Ian Hunter, Barton MacLane, C. Aubrey Smith, y Sara Allgood. Está basada en la novela de 1886 El extraño caso del Dr. Jekyll y Mr. Hyde escrita por el autor escocés Robert Louis Stevenson. La cinta es un remake de la versión ganadora de un Óscar en 1931 al mejor actor protagonizada por Fredric March.

## Trama
En el Londres de 1887, el Dr. Henry Jekyll (Spencer Tracy) cree que el bien y el mal existen en todas las personas. A pesar de la incomprensión de sus amigos y colegas, sus experimentos finalmente tienen éxito y al ingerir la poción resultante, se revela su lado maligno, nombrado señor Hyde, un ser violento que entabla una relación llena de maltrato físico y psicológico con la camarera con aspiraciones a cantante Ivy Pearson (Ingrid Bergman), que había mostrado interés en Jekyll. El doctor mientras, se prepara para casarse con su prometida, la rica y bella aristócrata Beatrix Emery (Lana Turner), de regreso de un mes en el continente con su padre Sir Charles Emery, al congraciarse con este, que no estaba contento con las ideas del joven ni con la efusividad de los prometidos cada vez que estaban juntos. Sintiendo remordimientos por el tratamiento cruel causado mientras a Ivy por su “monstruosa” contraparte, Jekyll jura no volver a tomar el suero otra vez, destruye la llave de su laboratorio, y envía dinero a Ivy anónimamente. Ella cree que el dinero es enviado por Hyde para burlarse, haciéndola creer que ahora es libre. Siguiendo el consejo de una amiga que la ve mal de los nervios, acude a Jekyll en busca de consuelo. Jekyll le promete que Hyde no volverá a hacerle daño otra vez.
En el camino a casa de los Emery para anunciar su matrimonio a Beatrix, Jekyll se transforma en Hyde sin tomar el suero. Va a casa de Ivy, la acusa de encontrarse con Jekyll, y furioso la estrangula. Huye por las calles provocando un alboroto hasta, gracias a su gran fuerza y agilidad, dar esquinazo a los policías que, alertados por los vecinos, le persiguen y llega ante su cerrado laboratorio, solo para recordar que ya no tiene la llave. No consigue romper la puerta ni que su mayordomo Poole abra la principal a un desconocido, así que escribe a su amigo el Dr. Lanyon (Ian Hunter) para pedirle que vaya a su casa y traiga ciertos elementos de su laboratorio. Lanyon queda impresionado al descubrir que ambos, Jekyll y Hyde, son la misma persona cuando Hyde bebe el antídoto en su presencia. Jekyll decide ir a romper su compromiso con Beatrix para mantener su oscuro secreto. Ella rehúsa, y su reacción provoca que Jekyll se transforme en Hyde, regresando junto a ella y aterrorizando a Beatrix. Su padre (Donald Crisp) responde a su grito, solo para ser golpeado hasta la muerte por Hyde.
Lanyon identifica un trozo de bastón como el de Jekyll en la escena, y se da cuenta de que su amigo es el responsable del asesinato. Entonces lleva a la policía al laboratorio de Jekyll, donde encuentran al doctor, que antes, como Hyde, ha atacado a Poole (Peter Godfrey) dejándolo inconsciente, para entrar y conseguir el antídoto. El doctor acorralado empieza a transformarse una vez más en Hyde mientras los agentes lo interrogan. Se produce una lucha entre ellos mientras intenta huir y finalmente Lanyon dispara a Hyde. Tras caer muerto, empieza a cambiar otra vez a Jekyll. Poole recita el salmo 23, lo que insinúa que tal vez su alma encuentre redención.

## Reparto

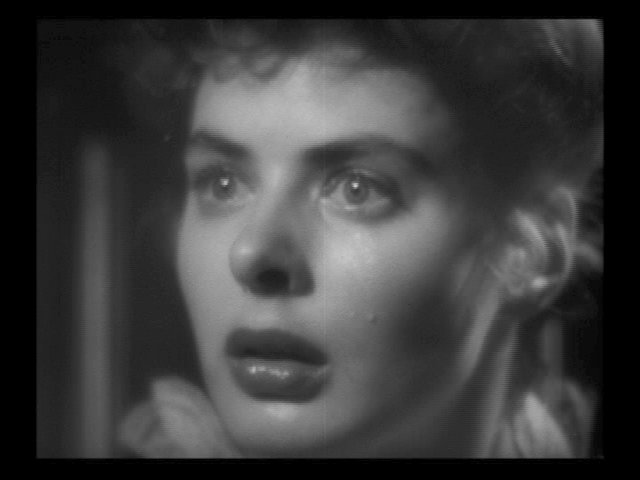
Ingrid Bergman en un fotograma
del reclamo de la película.

- Spencer Tracy: el Doctor Henry Jekyll ("Harry") / Mr. Hyde
- Ingrid Bergman: Ivy Pearson
- Lana Turner: Beatrix Emery ("Bea")
- Donald Crisp: Sir Charles Emery
- Ian Hunter: John Lanyon
- Barton MacLane: Sam Higgins
- C. Aubrey Smith: el Obispo Manners
- Peter Godfrey: Poole, el mayordomo de Jekyll
- Sara Allgood: la Señora Higgins
- Frances Robinson: Marcia, amiga de Ivy
- Denis Green: Freddie, novio de Marcia

## Producción

### Desarrollo
Más que una nueva versión de la novela de Robert Louis Stevenson, la película es un directo remake de la película de 1931 del mismo título. Ambas producciones de Hollywood difieren mucho de la obra literaria original debido a que como casi todas las primeras adaptaciones cinematográficas, se basan más en la adaptación teatral de 1887 escrita por Thomas Russell Sullivan de la historia. El director fue Victor Fleming, que había dirigido Lo que el viento se llevo y codirigido El mago de Oz, los dos estrenos más importantes de la Metro-Goldwyn-Mayer en 1939. MGM, donde Fleming trabajaba bajo contrato, adquirió todos los derechos de la anterior versión de 1931 de Paramount Pictures. Como cuentan los archivos sobre Robert Louis Stevenson preservados en la British Library, tras la adquisición los ejecutivos del estudio MGM “escondieron la película [de 1931] para evitar la competencia con su remake”. La versión de 1931 entonces, debido a las restricciones legales en curso y la carencia de copias fácilmente disponibles, permaneció efectivamente “perdida” durante más de veinticinco años, y no estuvo de nuevo disponible para ser proyectada, revisada y estudiada hasta 1967.
El remake de MGM de 1941 fue producido por Victor Saville y adaptado por John Lee Mahin del guion de la película anterior de Percy Heath y Samuel Hoffenstein. La música fue compuesta por Franz Waxman con contribuciones sin acreditar de Daniele Amfitheatrof y Mario Castelnuovo-Tedesco. El director de fotografía fue Joseph Ruttenberg, con un cuidado blanco y negro con numerosos matices de grises, el director de arte fue Cedric Gibbons, y los diseñadores de vestuario Adrian (el femenino) y Gile Steele (el masculino). Jack Dawn, maquillador de los personajes de El Mago de Oz, fue el encargado del aspecto del disoluto Señor Hyde. Destaca por su discreción en comparación con los precedentes, tan solo exagerando los propios rasgos del actor, el cabello más largo y desgreñado y dientes falsos, siendo el más parecido a la novela, donde Hyde no es un ser deforme, sino de rasgos anodinos pero que extrañamente evocan deformidad. Al igual que en las versiones de 1920 y 1931, su aspecto empeora a medida que Hyde se va haciendo más fuerte y malvado. Las sobreimpresiones mostrando la transformación están desenfocadas y difuminadas, para mostrar un tono onírico.

### Casting
A pesar de no conocer todavía personalmente a Katharine Hepburn (lo hizo poco después, al rodar La mujer del año), Tracy originalmente quería darle a ella los papeles de Bergman y Turner como la mujer "mala" y "buena", que entonces resultaría ser también la misma persona.
El casting inicial daba a Bergman el papel de la virtuosa prometida de Jekyll y a Turner el de la "chica mala" Ivy. Sin embargo, Bergman, cansada de interpretar a personajes santos y abnegados, temiendo encasillarse, le suplicó a Victor Fleming que ella y Turner intercambiaran los papeles. Tras una prueba de pantalla, Fleming aceptó.

## Recepción

### Taquilla
La película dio buen resultado en taquilla. Según los registros de MGM la película ganó 2,351,000 dólares resultando en un beneficio de 350,000.

### Recepción crítica
Las críticas fueron de mixtas a positivas. Variety después del preestreno a finales de julio de 1941, alabó las interpretaciones de Tracy y Bergman: "Tracy desempeña los papeles duales con convicción. Sus trasformaciones del joven médico... al demoníaco Mr. Hyde se producen con considerablemente menos alteraciones en el rostro y la estatura de lo que el público podría esperar, recordando las actuaciones de John Barrymore y Fredric March en las versiones anteriores. Lo que es probable que suceda cuando el nuevo Jekyll pase a la distribución general el 1 de septiembre, es un reconocimiento más generoso de Ingrid Bergman como una actriz de pantalla con una habilidad excepcional... En cada escena en que aparecen los dos, ella es igual a Tracy, una fuerte personalidad en pantalla."
The Film Daily alabó la película en su reseña, especialmente a Victor Fleming y su dirección. Este periódico comercial, el cual era ampliamente leído por los propietarios de cines o “exhibidores”, elogió el ritmo y puesta en escena, y describió su manejo de los actores como “impecable”.
La revista de fans del cine Hollywood, distribuida mensualmente a nivel nacional, la recomendó a sus lectores, destacando la interpretación de Bergman como Ivy, aunque consideró la trama pasada de moda y la apariencia de Tracy como Hyde demasiado discreta.
Respecto a respuestas críticas a esta versión del Dr. Jekyll y Mr. Hyde más modernas, el crítico e historiador del cine Leonard Maltin en 2014 dio a la producción 3 de 4 posibles estrellas, alabando en particular las actuaciones de Tracy y Bergman. El agregador de reseñas Rotten Tomatoes informó en 2018, un índice de aprobación del 65% entre los críticos profesionales, una puntuación basada en 20 reseñas, con una media de “6.7/10”. En cuanto al público general, puntuaba un 61% con una media de “3.4/5” basándose en más de 4,700 respuestas.

## Premios y honores
- En los 14º Premios Óscar celebrados en Los Ángeles en febrero de 1942, Dr. Jekyll y Mr. Hyde fue nominada a tres premios: “Mejor fotografía (en blanco y negro)”, “Mejor montaje cinematográfico”, y “Mejor Música", aunque la producción de MGM no obtuvo ninguno de los galardones.
- En 2005, la película fue nominada por el American Film Institute en los “AFI's 100 Years of Film Scores”.[8]

## En la cultura popular
En el cortometraje de dibujos animados de 1946 de Warner Bros. Hare Remover, cuando Elmer Gruñón está experimentando algunos efectos extraños después de beber una poción, Bugs Bunny se vuelve hacia la audiencia, rompiendo la cuarta pared, y comenta: "¡Creo que Spencer Tracy lo hizo mucho mejor!".